# Tala Madani
Tala Madani (طلا مدنی) (Teheran, 1981) is een Iraanse artieste.

## Jeugd en Opleiding
Madani werd geboren in Teheran in 1981. Ze begon met schilderen en kalligrafie toen ze zeven jaar was. In 1994, op twaalfjarige leeftijd, verhuisde ze naar de Verenigde Staten aangezien haar moeder daar studeerde. Ze behaalde een dubbele bachelor, in kunst en politieke wetenschappen, in Oregon, met een stage in Berlijn op het ministerie van Buitenlandse Zaken. In 2006 behaalde ze een master in de Schone Kunsten, specialisatie schilderkunst, aan Yale.

## Stijl
Madani schildert in een cartooneske stijl, en gebruikt vaak expliciet seksuele beelden. Haar werk toont vaak mannen op kinderachtige, primitieve manier, bijvoorbeeld terwijl ze spelen met hun piemel, anus of stoelgang, alsof ze baby's zijn. Ze plaatst het gedrag van machistische, machtsgeile volwassen mannen tegenover primitief menselijk behoeftes. Steeds terugkerende thema's zijn machtswellust, ijdelheid, ongebreidelde seksualiteit.

Haar werk is satirisch en provocerend, en geeft een losse en spontane indruk. Ze vertrekt van een sketch, en houdt deze toon bewust aan, aangezien ze de primale impulsiviteit van de mens niet wil onderdrukken. Vanaf 2008 maakt ze naast schilderijen ook videokunst, om zo haar grafisch werk tot leven te brengen.

## Loopbaan
In 2007 hield ze in New York haar eerste solotentoonstelling met een serie "cake-schilderijen" waarmee ze meteen de aandacht trok. Op deze schilderijen dartelen halfnaakte mannen rond in roze taarten.
In het seizoen 2007-2008 was ze artist in residence aan de Rijksakademie van beeldende kunsten in Amsterdam.
Haar werk werd geselecteerd voor de Liverpool Biënnale (in 2010), de Biënnale van Venetië (in 2011), de Marrakech Biennale (in 2014), en de Whitney Biënnale in New York (in 2017).
Haar werk is onder andere tentoongesteld in het Stedelijk Museum Bureau Amsterdam in 2011 en in het Moderna Museet in Stockholm in 2013. Het is permanent te zien in  New York (in het Whitney Museum of American Art), Londen (in Tate Modern) en Los Angeles (in het Hammer Museum).
In 2012 won Madani de Volkskrant Beeldende Kunst Prijs.

## Persoonlijk leven
Madani trouwde in 2015 met Nathaniel Mellors, een Britse artiest en muzikant. Ze hebben twee kinderen.